# محوطه چالاو وارگه ۳
محوطه چالاو وارگه ۳ در شهرستان گیلانغرب، بخش گواور، دهستان چله، ۱۵۰ متری شمال روستای چالاووارگه علیا واقع شده و این اثر در تاریخ ۲۷ اسفند ۱۳۸۶ با شمارهٔ ثبت ۲۲۳۶۵ به‌عنوان یکی از آثار ملی ایران به ثبت رسیده است.